# Kabelskåp

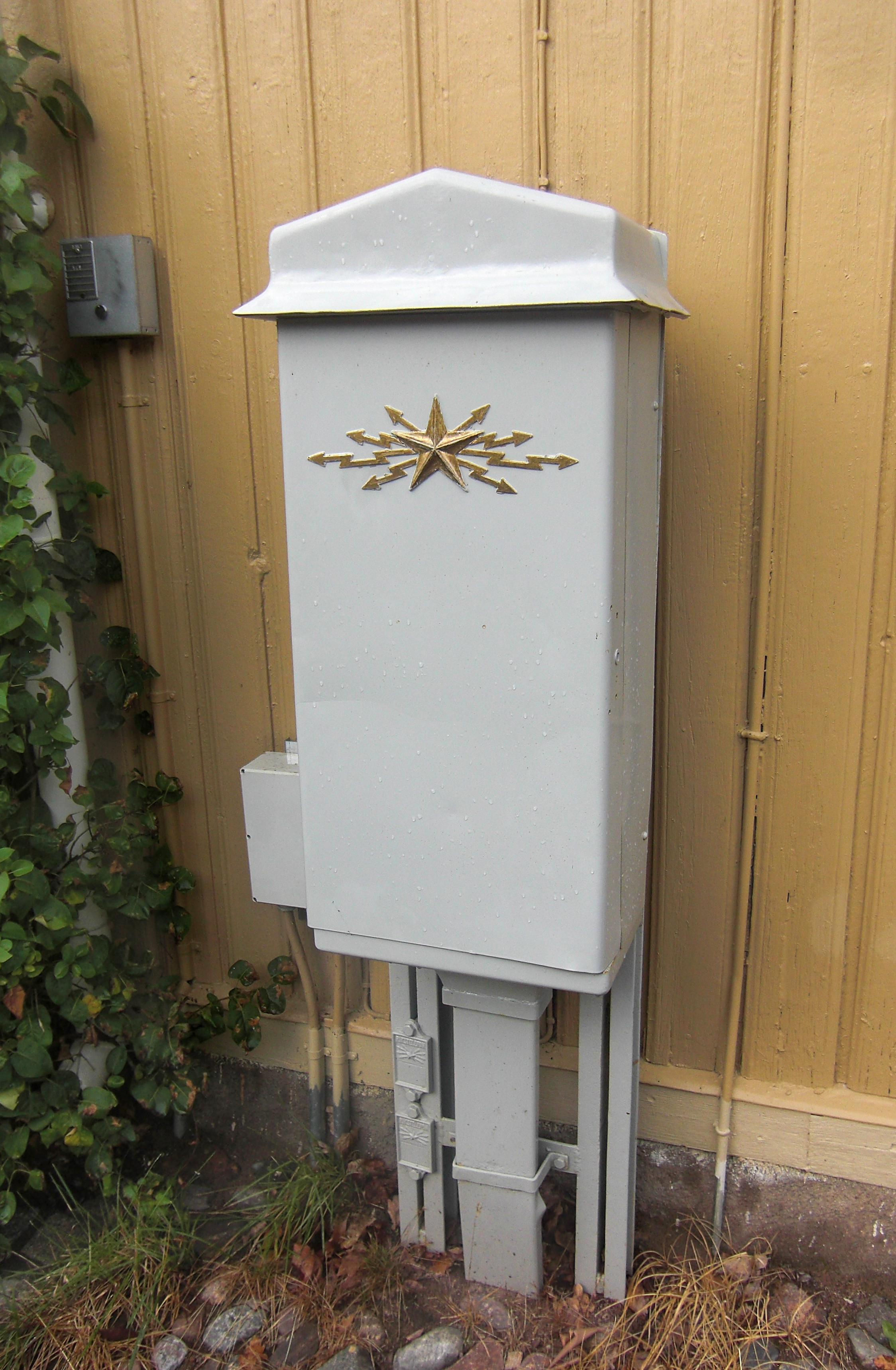
Kabelskåp med telefonledningar.

Ett kabelskåp, elskåp eller en elcentral är ett skåp som oftast står vid sidan av en gata eller en väg och dit elkablar går. Vanligtvis är det en större kabel som går dit och sedan fördelas elkraften till flera mindre kablar, som går till slutkunden, hushåll eller mindre företag. Invändigt är en fördelningscentral installerad. Där finns det säkringslastfrånskiljare till respektive utgående kabel. I vissa fall är det någon form av signalkablar som går till och från kabelskåpet.
Många kabelskåp är grå, vilket en del konstnärer och estetiker upplevt som tråkigt. Några har av den anledningen målat på kabelskåp som en form av gatukonst. Att måla på kabelskåp kräver tillstånd, då det annars tekniskt sett kan klassas som klotter och skadegörelse. Ibland anordnas också projekt där exempelvis en kommun efterlyser frivilliga konstnärer som vill ta sig an uppgiften.

## Bilder

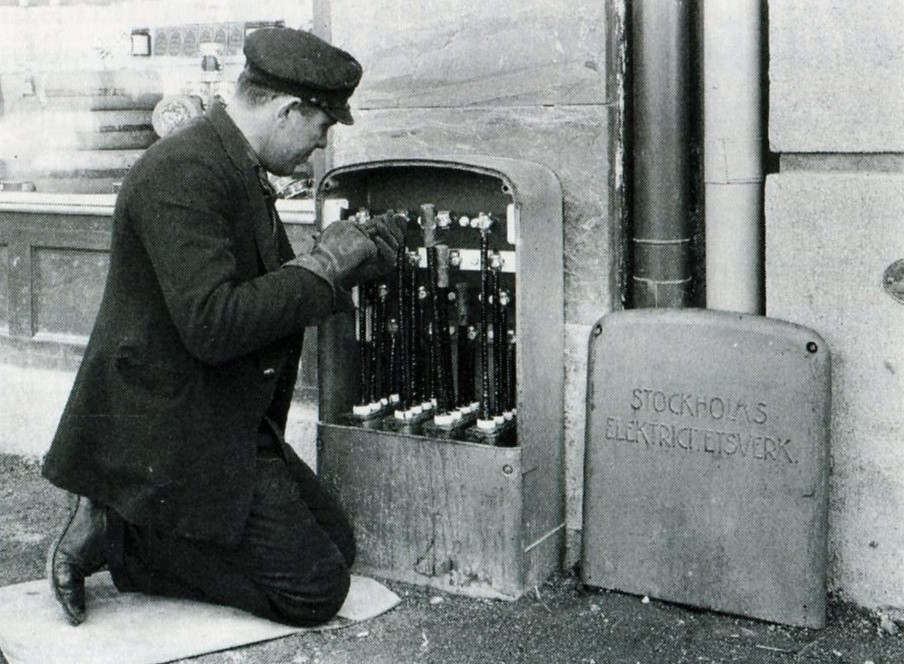
Arbete i kabelskåp.
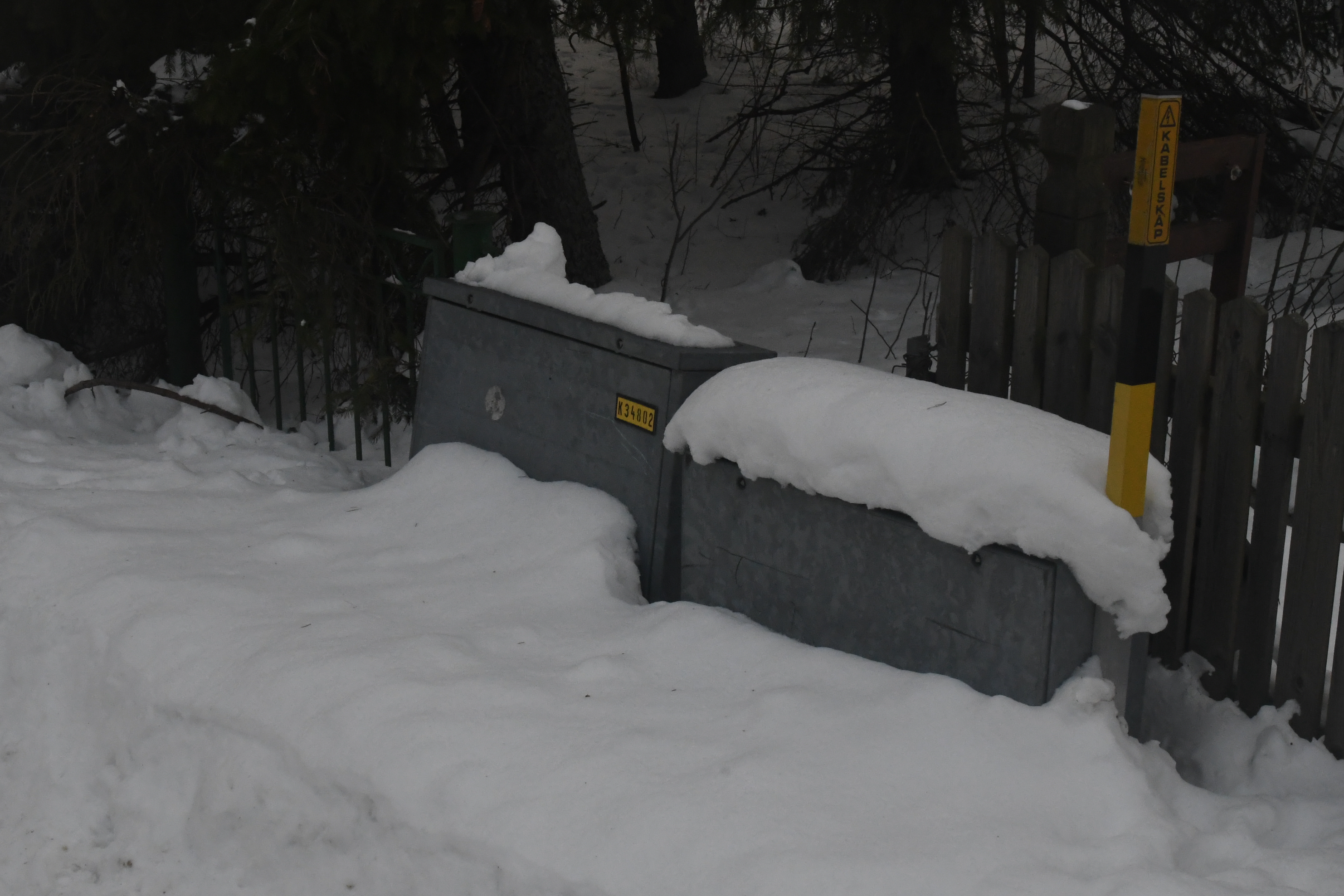
Kabelskåp i villaområde med snö.